# Spirito del Natale Passato
Lo Spirito del Natale passato è uno dei personaggi più noti del racconto di Charles Dickens Canto di Natale.
Lo Spirito del Natale passato è il primo dei tre fantasmi (dopo l'apparizione di Jacob Marley) che dovranno apparire ad Ebenezer Scrooge per attuare la sua redenzione. Questi tre fantasmi hanno lo scopo di mostrare a Scrooge il valore del Natale in quanto periodo di pace in Terra per tutti gli uomini.
Lo spirito del Natale passato è una figura indefinita, luminosa, androgina che pare essere un incrocio tra un vecchio ed un bambino. Egli conduce Scrooge attraverso gli anni passati per mostrare i Natali vissuti anni prima. Indossa una veste, stretta in vita e adornata da fiori. Tiene in una mano un rametto di agrifoglio e nell'altra uno strano cappello a forma di stoppino, che ricorda il suo spirito etereo che lo rende simile alla fiamma di una candela. In alcune versioni teatrali o cinematografiche lo Spirito del Natale Passato è, invece, un personaggio femminile. Dickens, nel romanzo, parla dello Spirito usando il pronome neutro it, proprio ad indicare il fantasma come un'apparizione misteriosa ed indefinita.
Lo spirito del Natale passato conduce Scrooge nella sua infanzia: Scrooge rivede se stesso da bambino seduto su un banco di scuola, lasciato solo dai compagni a causa della sua intelligenza. Poi gli mostra l'arrivo dell'amata sorellina minore Fan, che gli annuncia che il padre non è più in collera con lui e che può tranquillamente tornare a casa. Dopo, lo Spirito fa vedere la festa di Natale in casa di Mr. Fezziwig, il primo datore di lavoro di Scrooge. L'ultima scena che lo Spirito mostra è il momento in cui Scrooge viene lasciato dalla fidanzata Belle, essendosi accorta che l'uomo tiene più al denaro che a lei. Scrooge non aveva mai detto alla ragazza di voler troncare il fidanzamento, ma glielo aveva fatto intuire cambiando radicalmente il proprio comportamento.
Scrooge, pazzo di rabbia, copre lo Spirito con lo stoppino, spegnendone l'eterea fiamma e risvegliandosi improvvisamente nel suo letto.
I vari adattamenti del racconto di Dickens per il cinema e il teatro hanno dato origini a differenti versioni delle scene mostrate a Scrooge dallo Spirito. Per esempio, nella versione cinematografica del 1984 viene mostrato l'incontro con il padre di Scrooge e il momento in cui lui da giovane litigava furiosamente con il padre. Un altro aspetto spesso aggiunto è la morte prematura della madre ed il fatto che Scrooge sia stato cacciato di casa dal padre. In molte versioni emerge anche il profondo legame affettivo tra Scrooge da bambino e la sorellina Fan.